# تذكرة أندنتي

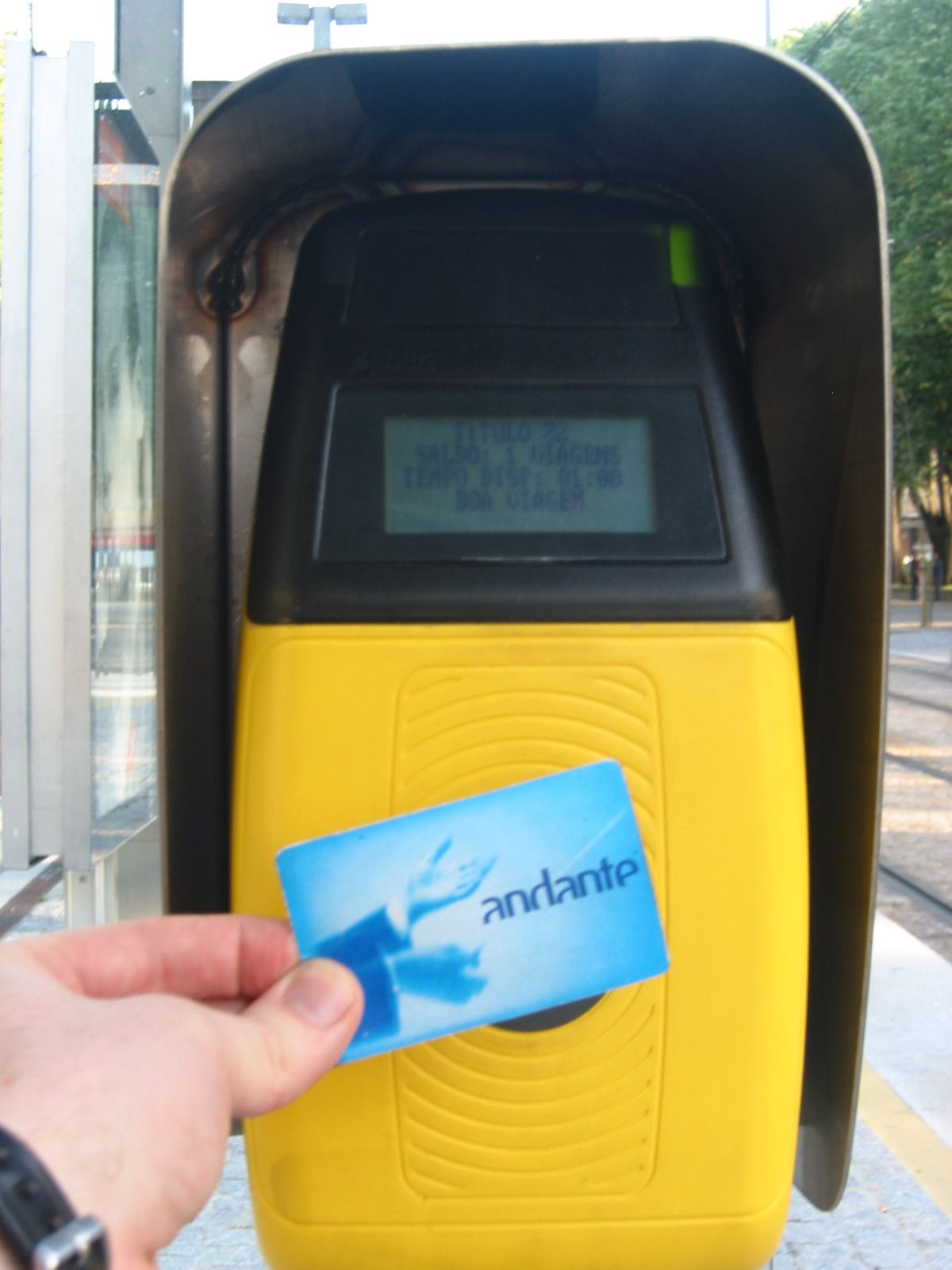
تذكرة أندنتي

تذكرة أندنتي Andante هو نظام تذاكر النقل العام المستخدم في منطقة بورتو وحولها في البرتغال. بدأ العمل بهذا النظام في نوفمبر 2002 في محطات مترو دو بورتو وهو الآن مستَخدَم في مترو بورتو وبعض خطوط مختارة من الحافلات والقطارات وخط سكة حديد فونكولار دوس غويندايس .
هناك نوعان من البطاقات قيد الاستخدام حاليًا:
- مؤقتة أو ازول (زرقاء اللون): هذه البطاقة هي تذكرة قابلة لإعادة الشحن، وهي مخصصة للركاب الذين لا يركبون المواصلات بانتظام، وتحتوي على بطاقة ذاكرة مرنة صغيرة داخل البطاقة. يبلغ العمر الافتراضي للبطاقة حوالي عام واحد.
- موسمية أو ذهبية : تشبه بطاقة الائتمان في الشكل، وتحتوي على شريحة ذاكرة على السطح. تحتوي التذاكر الذهبية أيضًا على اسم حاملها وصورة فوتوغرافية ممسوحة ضوئيًا بالليزر. وهي صالحة لعدة سنوات.

يمكن شراء التذاكر المؤقتة من المحطات. يمكن لآلات بيع التذاكر إعادة شحن كلا النوعين من التذاكر، على الرغم من أنه لا يمكن شراء التذاكر الذهبية إلا في متاجر Andante. يمكن أيضًا إعادة شحن التذاكر في أجهزة الصراف الآلي . عند شراء التذاكر يجب على الركاب تحديد عدد المناطق التي تسمح البطاقة بالسفر فيها. فمثلا تسمح تذكرة Z2 (النطاق 2) بالسفر لمدة ساعة واحدة من لحظة استخدامها، ويزيد وقت السفر المسموح به لكل نطاق يتم شراؤه.
على عكس أنظمة تقسيم التذاكر الأخرى ، فإن مناطق Andante ليست متحدة المركز. هذا يجعل النظام أكثر عدلاً قليلاً ، ولكنه أيضًا أكثر تعقيدًا بعض الشيء. للسفر داخل نفس المنطقة أو إلى منطقة مجاورة ، تحتاج إلى تذكرة Z2 ، وكلما زاد عدد المناطق التي تحتاج إلى عبورها ، زادت بطاقة Z التي تحتاجها.  على الرغم من أنه مع البطاقة المؤقتة يمكنك استخدام تذاكرك في أي منطقة ، إلا أنه مع Andante Gold ، يجب أن تختار مسبقًا المناطق التي ستسافر فيها.
يستخدم النظام ISO / IEC 14443 النوع B للتواصل بين أجهزة قراءة البطاقات (نقاط تسجيل الوصول ، وآلات البيع الأوتوماتيكية ، ومخازن البيع ، وأجهزة التحكم) والبطاقة نفسها.  النظام لا يحتاج إلى تلامس تمامًا ، فالتحقق من التذكرة يجري من على مسافة قصيرة أمام القارئ لمدة ثانية تقريبًا. تقوم فرق مفتشي التذاكر بإجراء فحوصات عشوائية عبر الشبكة باستخدام أجهزة قراءة التذاكر المحمولة باليد.

## روابط خارجية
- الموقع الرسمي